# Mezoregija Doboj
Mezoregija Doboj je jedna od čvorišno-funkcionalnih regija Republike Srpske. Postoji više raznih regionalnih podjela Republike Srpske, a u gotovo svakoj od njih Doboj je središte jedne od regija.
Regija Doboj ne obuhvaća isti prostor u regionalnim podjelama Republike Srpske. Prostorni plan Republike Srpske definira ju kao mezoregiju i ove su općine dio te regije:
- Doboj
- Teslić
- Stanari
- Derventa
- Bosansko Petrovo Selo
- Bosanski Brod
- Modriča
- Vukosavlje i
- Bosanski Šamac.

Centar javne sigurnosti Doboj i Okružni sud u Doboju uz te općine nadležni su i za:
- Donjem Žabaru
- Pelagićevu

U zemljopisnim udžbenicima izdvojena je bipolarna Dobojsko-bijeljinska regija koju pored svih navedenih općina čine i općine:
- Bijeljina
- Ugljevik
- Lopare
- distrikt Brčko

- Mezoregija Doboj prema Prostornom planu Republike Srpske
- Općine koje su u nadležnosti Okružnog suda i Centra javne sigurnosti u Doboju
- Dobojsko-bijeljinska regija prema zemljopisnim udžbenicima